# إندونيسيا العظيمة (نشيد وطني)
إندونيسيا العظمي (بالإندونيسية: Indonesia Raya)هو النشيد الوطني لإندونيسيا منذ إعلان استقلال جمهورية إندونيسيا في 17 أغسطس 1945. قَدم النشيد ملحنها رودولف سوبراتمان، في 28 أكتوبر 1928 خلال المؤتمر الثاني للشباب الاندونيسى في باتافيا. تمثل هذه الأغنية ولادة الحركة القومية «أرخبيل الجميع» في إندونيسيا التي دعمت فكرة «اندونيسيا موحده» خلفًا لجزر الهند الشرقية الهولندية، بدلًا من تقسيمها لعدة مستعمرات.